# 倒車鏡頭

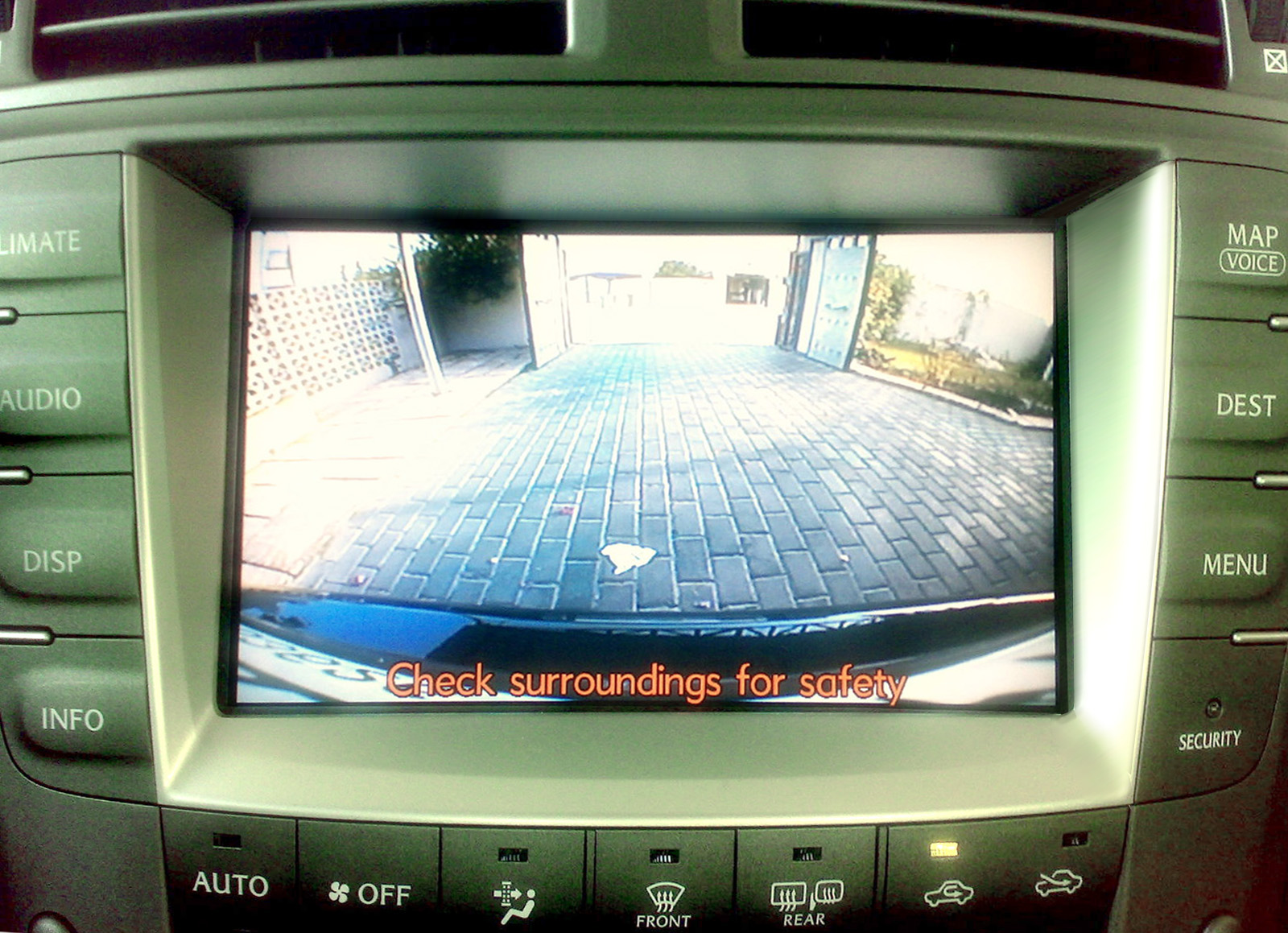
凌志IS250上的倒車鏡頭屏幕

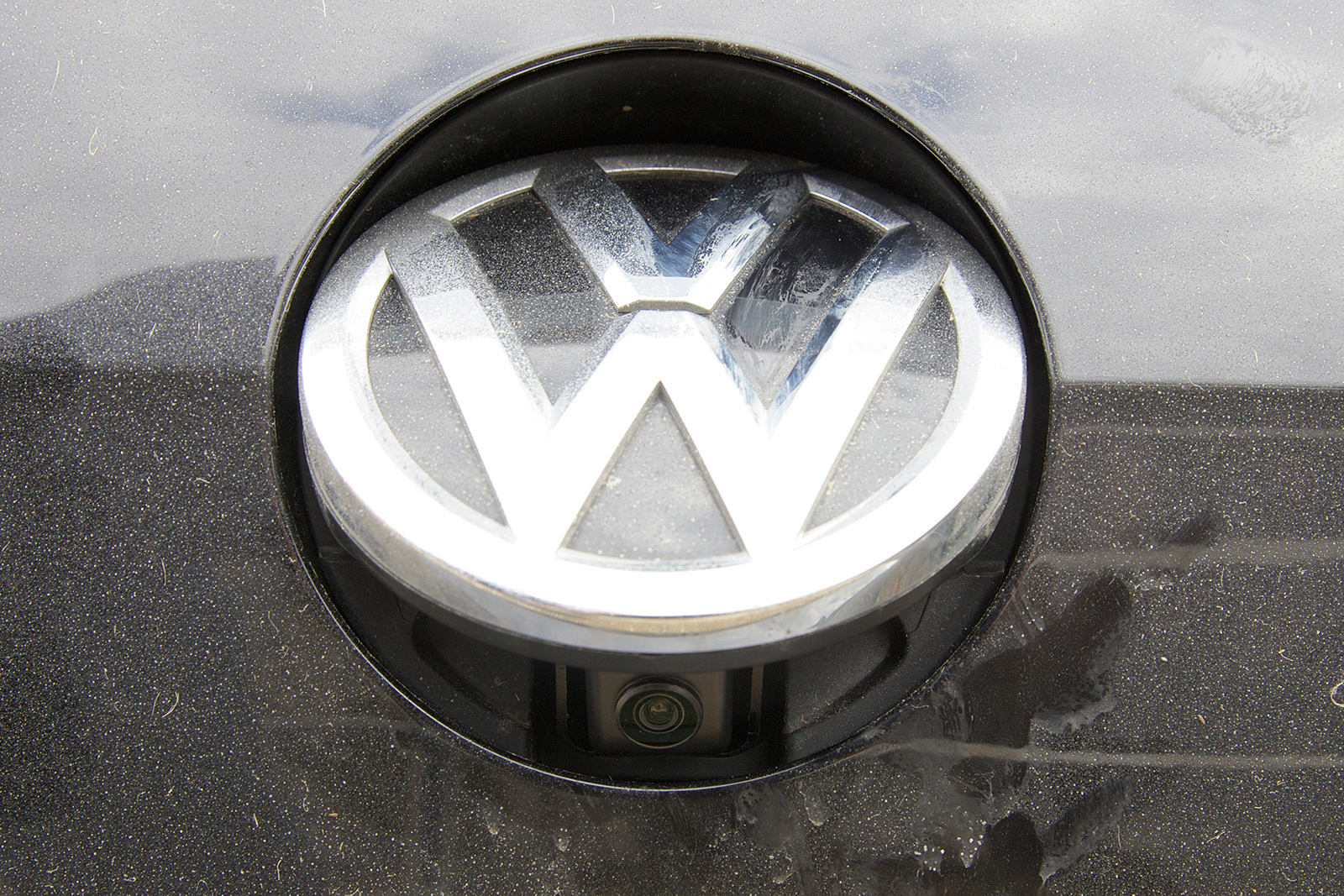
大眾高爾夫第七代的倒車鏡頭，隱藏於廠徽裡面，倒車時自動打開

倒車鏡頭，亦稱後視鏡頭、倒車顯影，是一種可在倒車時輔助顯示車尾情況的特殊攝影機，可減少車尾视线盲区出現，從而降低倒車時撞到人或其他物件的情況。倒車鏡頭一般會連結並顯示在車頭顯示器上。
一些廠牌除了車尾的鏡頭，在車側及前方也裝有鏡頭，可減低車身周圍的視線盲區。

## 外部連結
- www-nrd.nhtsa.dot.gov/Files/18ESV-000466.pdf
- . 消费者报告 (Consumers Union). March 2012  [2013-08-10]. （原始内容存档于2020-09-04）.